# Lenguas macro-pama-ñunganas
Las lenguas macro-pama-ñungano son una familia de lenguas aborígenes australianas propuestas en 1997, y que agrupa a las dos mayores familias de lenguas australianas identificadas hasta ese momento, la familia pama-ñungana, que cubre siete octavos del continente y la familia  gunwiñwana que es la principal familia de la Tierra de Arnhem en el norte de Australia.

## Lenguas de la familia
Las familias previamente identificadas y que se incluyen en esta nueva propuesta de familia son:
|  | Tángkica                                                                        |
|  |                                                                                 |
|  | \| \| Garawana \| \| \| \| \| \| Pama-Ñunganas (propiamente dichas) \| \| \| \| |
|  |                                                                                 |
|  | Garawana                                                                        |
|  |                                                                                 |
|  | Pama-Ñunganas (propiamente dichas)                                              |
|  |                                                                                 |

|  | Garawana                           |
|  |                                    |
|  | Pama-Ñunganas (propiamente dichas) |
|  |                                    |

|  | Tángkica                                                                        |
|  |                                                                                 |
|  | \| \| Garawana \| \| \| \| \| \| Pama-Ñunganas (propiamente dichas) \| \| \| \| |
|  |                                                                                 |
|  | Garawana                                                                        |
|  |                                                                                 |
|  | Pama-Ñunganas (propiamente dichas)                                              |
|  |                                                                                 |

|  | Garawana                           |
|  |                                    |
|  | Pama-Ñunganas (propiamente dichas) |
|  |                                    |

Además se ha sugerido que el Ngomburr language, que se algunos autores consideran una lengua aislada podría formar parte de este grupo. Sin embargo, ninguna de estas relaciones propuesta se considera bien establecida en el trabajo de Bowern (2011).